# José Calderón Escalada
José Calderón Escalada fue un investigador y escritor costumbrista campurriano. Nació el 13 de enero de 1899 en la localidad de Mazandrero, en Campoo de Suso y fallecio el 13 de marzo de 1972 en la localidad de Reinosa. Firmaba sus artículo con el seudónimo de "El Duende de Campoo".

## Biografía
Fue hijo primogénito de Santiago y Emilia, labradores. Ingresó en el seminario con 14 años de edad.
Estudió en el Seminario Metropolitano de Burgos, donde empezó su obra literaria. Se ordenó sacerdote en 1924. Fue párroco de las poblaciones campurrianas de Suano, Hoz de Abiada, Polientes y Reinosa,  donde dejó testimonio de hombre afable y campechano.
Firmó sus primeros artículos con el seudónimo Flora de Cantabria. Su segundo y definitivo seudónimo, El Duende de Campoo, lo utiliza por primera vez en 1925 para firmar el relato costumbrista que publica en El Diario Montañés.
Sus últimos años transcurrieron en la Residencia de Ancianos de Reinosa, donde ejerció como capellán para las personas mayores.

## Obra literaria
Entre su obra, en la que hay novelas, obras teatrales, poesía, artículos y ensayos, destaca «Estampas Campurrianas»", una serie de relatos dedicados a las viejas costumbres locales, así como los artículos históricos y etnográficos escritos para la revista Fontibre, editada por la Junta de Trabajo de la Casa de la Cultura "Sánchez Díaz" de Reinosa. En gran parte de su obra recoge giros dialectales de Campoo.
Otras notables obras del «Duende» fueron «Remigio», «Por los senderos de mi valle», «Monte arriba, monte abajo», «Por un portillo», «Lenguaje popular de la Merindad de Campoo», y «En las veladas de invierno», publicadas en El Diario Montañés, Alerta o la Hoja del Lunes, además de su «Historia de Campoo» y la póstuma «Campoo». Su dilatada obra comprende miles de escritos, buena parte de ellos aún inéditos. Algunos de ellos aparecieron en publicaciones de Filipinas y México.
Su obra póstuma, «Campoo», es, según sus biógrafos, el retrato más acabado de la identidad campurriana, citando datos históricos, así como tradiciones, fiestas, ritos de labranza y pastoreo, vivienda rural, canciones, refranes, romerías, ferias, mercados, nevadas, etc.
Fue académico correspondiente de la Real Academia Española de la Lengua y miembro de la Institución Cultural de Cantabria.
Galardones: estaba en posesión de la «Flor de Edelweiss», «Pantortilla de Oro», una calle y un colegio público de Reinosa llevan su nombre y,también, las «Justas Literarias y Concurso de Cuentos José Calderón».
Sus escritos pueden estudiarse en la Casona de Tudanca.